# Crvena Hrvatska
Crvena Hrvatska ("Croacia Roja") era un semanario político impreso por el Partido Croata por los Derechos, usado para difundir la ideología de Ante Starčević en Dubrovnik, Dalmacia, y que existió entre 1890-1899, en el Imperio austrohúngaro.

## Breve descripción
Fue editado por Frano Kovacevic, Filip Čaroki, Frano Supilo, Blaise Kelez, Milan Marjanovic, Ivo de Giulio (más tarde miembro del Comité Yugoslavo), Milorad Medina (durante el período de la anexión entre 1907 a 1910), Anthony I. Sapro e Ivo Aarseth.
Los editores fueron Supilo Frano, Ivo de Giuli, Milorad Medina y Anthony Sapro. En este semanario, Ante Trumbic y Frano Supilo expresaron su defensa sobre los ideales liberales, por los que creían que Croacia sería una nación independiente y que prontamente estaría fuera de la influencia de la Monarquía.
En los contenidos de los artículos conocidos en el periódico "Croacia Roja" hubo muchas referencias al irredentismo croata, y se destacaron los que escribió el historiador croata Nikola Zvonimir Bjelovučić. La tarea de estos eran los de mostrar su oposición frontal a las mayores pretensiones de independencia en Dalmacia, además de la cooperación de Serbia con los dálmatas autonomistas.